# رينان مارتينز بيريرا
رينان مارتينز بيريرا (بالبرتغالية: Renan Martins‏) هو مبدع ولاعب كرة قدم برازيلي في مركز الوسط، ولد في 19 سبتمبر 1997 في أريكيميس في البرازيل، وتوفي في 21 ديسمبر 2017 في فلوريانوبوليس في البرازيل. لعب مع نادي أفاي لكرة القدم.

## وصلات خارجية
- رينان مارتينز بيريرا على موقع قاعدة بيانات كرة القدم.إي يو (الإنجليزية)
- رينان مارتينز بيريرا على موقع Soccerway.com (الإنجليزية)
- رينان مارتينز بيريرا على موقع عالم كرة القدم.نت (الإنجليزية)